# Presteigne

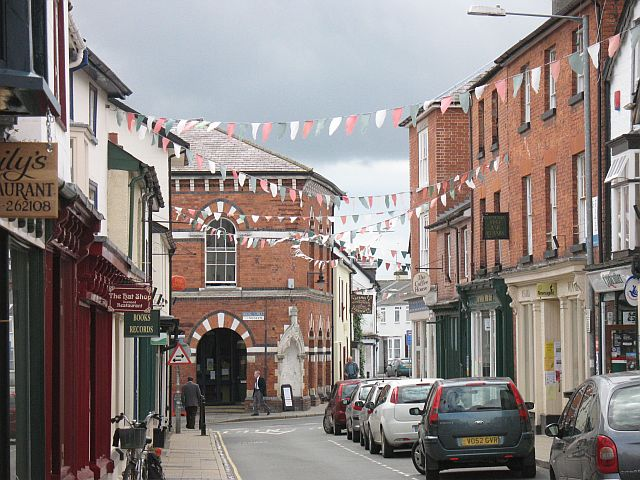
Presteigne: la High Street

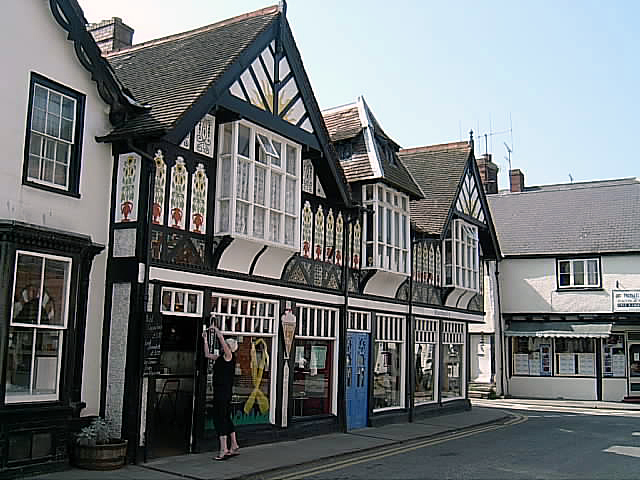
Edifici storici di Presteigne

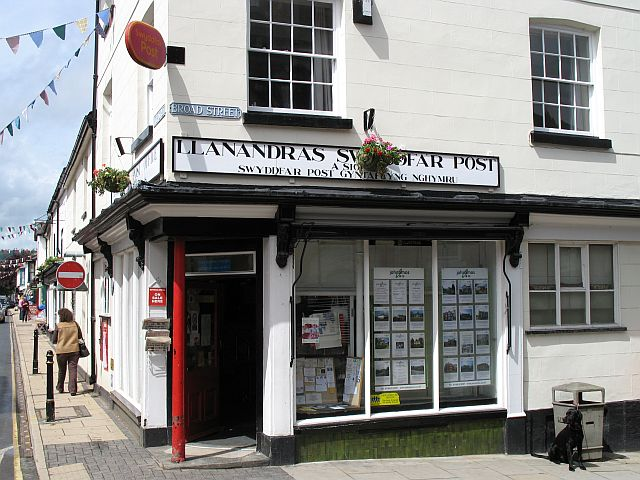
Presteigne: lo storico edificio che ospita l'ufficio postale

Presteigne (in lingua gallese: Llanandras)  è una cittadina di circa 2.000 abitanti del Galles centro-orientale, facente parte della contea di Powys (contea tradizionale: Radnorshire) e situata lungo il confine con l'Inghilterra (segnato in quel tratto dal corso del fiume Lugg). Un tempo era il capoluogo dell'ex-contea di Radnorshire.

## Etimologia
Il nome in gallese Llanandras significa letteralmente "luogo sacro di/a Sant'Andrea".

## Geografia fisica

### Collocazione
Presteigne si trova nella parte sud-orientale della contea di Powys, tra le cittadine di Knighton e Kington (rispettivamente a sud della prima e a nord della seconda), a pochi chilometri ad ovest della cittadina inglese di Kinsham.

## Società

### Evoluzione demografica
Al censimento del 2011, Presteigne contava una popolazione pari a 2.056 abitanti.  La cittadina ha conosciuto un incremento demografico rispetto al 2001, quando contava 1.869 abitanti e al 1991, quando ne contava 1.815.

## Storia
La popolazione di Presteigne fu decimata durante la peste del 1593.
Nel 1930 fu creato a Presteigne dal governo un campo di lavoro per ricollocare le persone rimaste disoccupate dopo la chiusura delle miniere del Galles meridionale.

## Architettura
Il centro storico della città si caratterizza per la presenza di vari edifici antichi in stile vittoriano.

### Edifici d'interesse

#### Chiesa di Sant'Andrea
Tra i principali edifici di Presteigne, figura la chiesa di Sant'Andrea, eretta a partire dal XIV secolo sulle rovine di un edificio preesistente.
La chiesa è anche una delle principali location del Presteigne Festival of Music and the Arts, che si tiene ogni anno ad agosto.

#### Judge's Lodge
Altro edificio storico di Presteigne è il Judge's Lodge, il palazzo di giustizia risalente al XIX secolo.

## Sport
Presteigne era un tempo famosa per le gare di combattimento dei galli.
La squadra di calcio locale è il Presteigne St. Andrews Football Club.

## Feste & eventi
- Presteigne Festival of Music and the Arts (ad agosto)[3][7]